# Ludwik Kruszewski
Ludwik Kruszewski herbu Abdank (zm. 29 lipca 1823) – szambelan Stanisława Augusta Poniatowskiego w 1774 roku, chorąży bielski w latach 1762-1788, stolnik bielski w latach 1752-1762, starosta wasilkowski w 1776 roku.
Członek konfederacji Adama Ponińskiego w 1773 roku. Był posłem ziemi bielskiej na Sejm Rozbiorowy 1773–1775. W 1790 roku był członkiem Komisji Porządkowej Cywilno-Wojskowej dla ziemi bielskiej i powiatu brańskiego  województwa podlaskiego.
Przystąpił do Konfederacji Generalnej Królestwa Polskiego w 1812 roku.